# Mario Gómez-Morán Cima
Mario Gómez-Morán Cima (1922-2004) fue un arquitecto y urbanista español.
De origen asturiano, vivió en un ambiente muy culto, en una familia de la alta sociedad asturiana, ya de muy niño fue el centro de atención de todo un pueblo con una madre que murió en plena mocedad.
Doctor arquitecto, fue profesor de la cátedra de vivienda social en la Escuela Técnica Superior de Arquitectura de Madrid entre 1956 y 1987. Fue miembro personal del Consejo Mundial de la Federación Internacional de Vivienda y Urbanismo (FIVU) y representante español en el Comité de Habitat Social de esta institución. Como miembro de la Unión Internacional de Arquitectos, y representante de este organismo ante la Comisión Económica de las Naciones Unidas para Europa, fue enviado por la ONU en misión a Argentina en 1974, en calidad de experto en problemas y políticas de la vivienda. Experto en la O.E.A. (donde trabaja en los años sesenta y setenta, asesorando diversos gobiernos, sobre urbanismo y planificación social de vivienda).[cita requerida]

## Obra escrita
Mario Gómez-Morán escribió varios libros sobre vivienda y uso del suelo, además de artículos periodísticos. Sus publicaciones más importantes son:
- Circulación y Estructura Urbana (FIVU, Tokio 1966).[6]
- El Suelo y su Problema, Ed. Gráficas Hernández (Madrid 1968)
- El control y el crecimiento urbano (Madrid 1969)[cita requerida]
- Sociedad sin Vivienda (Fundación Foessa, 1970)
- El Coste de la Vivienda: Conferencia pronunciada en la Ficop, Colegio Oficial de Arquitectos de Madrid (Madrid 1971)
- Sobre la Transición (Madrid 1980)
- Arquitectura del siglo XIX, del modernismo a 1936 y de 1940 a 1980 (Enciclopedia Historia de la Arquitectura Española) Ed. Planeta; Zaragoza 1985 (en colaboración con Juan Bassegoda Nonell y Angel Urrutia Núñez).